# Ditematiska namn
Ditematiska namn, av forngrekiska di‑ (två) och thema (ordstam), är sammansatta eller tvåledade namn som Torsten och Ingeborg. Ditematiska namn är bildade av nominala ordstammar (substantiv och adjektiv).

## Förekomst och historia
Ditematiska namn finns i flera språkgrupper inom den indoeuropeiska språkfamiljen, till exempel germanska språk och grekiska. Detta namnskick antas vara ett arv från urindoeuropeiskan. Kända ditematiska namn är Demo‑sthenes och Niko‑laos (grekiska) och Kasi‑mir (polska).
I forntiden antas ditematiska namn ha varit meningsfulla beskrivande sammansatta ord. Ett exempel på ett meningsfullt namn är den rekonstruerade urnordiska föregångaren till Erik: *Aina-rīkiaʀ *Aina‑ är besläktat med en, och *rīkiaʀ betydde ”mäktig, rik”, alltså ”enväldig härskare” (jämför ordet rike).
Senare blev dock sambandet mellan de två leden oviktigt. Ett exempel är Sveriges kung Hallsten. Det fornnordiska namnet Hallsteinn är sammansatt av substantiven hallr (flat sten, häll) och steinn (sten), och det tautologiska sammansatta namnet betyder inget meningsfullt i sin helhet.

## Variationsprincipen
I stället för betydelse blev variationsprincipen viktig för forntida nordbor: namnleden ärvdes i en släkt. På svenska runstenar finns följande exempel:
- Mannen Torfast hade sönerna Torbjörn, Torsten och Styrbjörn (Tor‑ och ‑björn är tydligen viktiga i släkten)
- Makarna Hägvid och Holmfrid hade sonen Sigvid och dottern Jovurfrid.
- En farfar hette Åsgöt, sonen hette Kättilfast, och sonsönerna hette Ärnfast och Ärngöt.[3]

Variationsprincipen ledde till att nordiska ditematiska namn blev godtyckliga sammansättningar, Betydelserna utvattnades ytterligare när urnordiskan blev fornnordiska; namn förkortades ända till enstavighet genom synkope: urnordiska *Hróþi-wulfaʀ (beröm‑ulv) blev på en runsten *rhuulfʀ (Hrō(ð)ulfʀ), som blev Hrólfr, nutida Rolv/Rolf. Urnordiska *Anu-laiƀaʀ (”förfader” + ”ättling”) blev nusvenska Olov/Olof. Nedslipningen av nordiska ditematiska namn fick sin kulmen i bondenamn som Sjul (av Sigurd).